# Toronto Indoor 1977
Il Toronto Indoor 1977 è stato un torneo di tennis giocato sintetico indoor. È stata la 7ª edizione dello Toronto Indoor, che fa parte del World Championship Tennis 1977. Si è giocato a Toronto in Canada dal 16 al 22 febbraio 1977.

## Campioni

### Singolare maschile
Dick Stockton ha battuto in finale  Jimmy Connors che si è ritirato sul punteggio di 5–6.

### Doppio maschile
Wojciech Fibak /  Tom Okker hanno battuto in finale  Ross Case /  Tony Roche con il punteggio di 6–4, 6–1